# Rego (Celorico de Basto)
Rego es una freguesia portuguesa del concelho de Celorico de Basto, con 16,23 km² de superficie y 1.184 habitantes (2001). Su densidad de población es de 73,0 hab/km².